# بني موسى (المنيا)
قرية بني موسى هي إحدي القرى التابعة لمركز أبو قرقاص بمحافظة المنيا في جمهورية مصر العربية. حسب إحصاءات سنة 2006، بلغ إجمالي السكان في بني موسى 5680 نسمة، منهم 2925 رجل و2755 امرأة.